# Sara Kolak
Sara Kolak (Ludbreg, Croacia, 22 de junio de 1995) es una atleta croata que compite en la modalidad de lanzamiento de jabalina. Fue campeona olímpica en los Juegos Olímpicos de Río de Janeiro en 2016. 
Su primera participación olímpica fue en Río 2016, donde llegó a la final y quedó primera en la clasificación, consiguiendo entrar en el podio con el oro. En estos Juegos consiguió su mejor récord personal y estableció para Croacia un nuevo récord nacional en lanzamiento de jabalina con un tiro de 66,18 metros en la fase final.

## Carrera
Comenzó en el mundo del atletismo especializándose en el lanzamiento de jabalina en 2012, año en que entra en el club AK Kvarner bajo la dirección del entrenador eslovaco Andrej Hajnšek. Ese año participó en el Campeonato Mundial Junior de Atletismo que se celebró en Barcelona (España), donde consiguió quedar en el puesto 23.º con una primera marca de 48,15 metros en competición profesional.
En 2013 participó en el Campeonato Europeo Juvenil de Atletismo celebrado en la localidad italiana de Rieti, donde consiguió subir al podio al quedar en tercera posición. Kolak conseguía su primera medalla, en esta ocasión de bronce, tras un lanzamiento de jabalina de 57,79 metros.
En la Copa Europea de invierno de 2014, celebrada en Leiría (Portugal), mantuvo la misma marca que en Rieti que, en esta ocasión, la llevó a su primera medalla de plata por detrás de la estonia Liina Laasma.
En el Campeonato Mundial Junior de Atletismo de ese mismo año, en Eugene (Estados Unidos), volvió a estar dentro del podio, sumando una nueva medalla de bronce y una marca algo inferior a las anteriores, de 55,74 metros. No obstante, en el Campeonato Europeo de Atletismo, celebrado pocas semanas después en Zúrich (Suiza), no logró entrar en la final tras quedar fuera en la clasificación en un 21..eɽ puesto y un tiro de 52,51 metros.
2016 fue un gran año para Sara Kolak, quien llegó a superar todas las expectativas en las competiciones en que participó. En la Copa Europea de invierno de Arad (Rumanía) participó en la categoría sub-23 quedando segunda en el lanzamiento de jabalina femenina. De nuevo subía al medallero con una plata al cuello con una marca de 58,11 metros por delante de la española Arantxa Moreno (54,75 m.) y por detrás de la noruega Sigrid Borge (59,33 m.).
En julio de ese año participó en el Campeonato Europeo de Atletismo de Ámsterdam (Holanda). Volvió a estar en la final y alcanzar el podio con un bronce y un registro de 63,50 metros. Por delante de ella quedaron la alemana Linda Stahl (65,25 m.) y la bielorrusa Tatsiana Jaladovich (66,34 m.).
En agosto de ese mismo año, formó parte del equipo de atletismo croata que representó a su país en los Juegos Olímpicos de Río de Janeiro 2016. En la fase clasificatoria, Kolak logró un tiro de 64,30 metros, quedando tercera por detrás de la checa Barbora Špotáková (64,65 m.) y la polaca Maria Andrejczyk (67,11 m.).  Una vez dentro de la final, Kolak consiguió el oro al lanzar su jabalina 66,18 metros, lo que fue su récord personal y para Croacia su nueva marca nacional en lanzamiento de jabalina. Completaron el medallero la sudafricana Sunette Viljoen (plata con 64,92 metros) y la checa Barbora Špotáková (bronce con 64,80 m.).

## Resultados en competición

### Por temporada
| Año  | Competición                                  | Lugar          | Puesto   | Marca    |
| 2012 | Campeonato Mundial Junior de Atletismo       | Barcelona      | 23.ª     | 48,15 m. |
| 2013 | Campeonato Europeo Juvenil de Atletismo      | Rieti          | 3.ª      | 57,79 m. |
| 2014 | Copa Europea de invierno                     | Leiría         | 2.ª      | 57,79 m. |
| 2014 | Campeonato Mundial Junior de Atletismo       | Eugene         | 3.ª      | 55,74 m. |
| 2014 | Campeonato Europeo de Atletismo              | Zúrich         | 21.ª     | 52,51 m. |
| 2016 | Copa Europea de invierno                     | Arad           | 2.ª      | 58,11 m. |
| 2016 | Campeonato Europeo de Atletismo              | Ámsterdam      | 3.ª      | 63,50 m  |
| 2016 | Juegos Olímpicos                             | Río de Janeiro | 1.ª      | 66,18 m. |
| 2017 | Copa Europea de invierno                     | Las Palmas     | 1.ª      | 61,01 m. |
| 2017 | Campeonato Europeo de Atletismo por Naciones | Tel Aviv       | 1.ª      | 61,06 m. |
| 2017 | Campeonato Europeo Sub-23                    | Bydgoszcz      | 1.ª      | 65.12 m. |
| 2017 | Campeonato Mundial de Atletismo              | Londres        | 4.ª      | 64.95 m. |
| 2017 | Liga de Diamante                             | Zúrich         | 3.ª      | 64,47 m. |
| 2019 | Golden Spike Ostrava                         | Ostrava        | 1.ª      | 64,45 m. |
| 2019 | Campeonato Mundial de Atletismo              | Doha           | 7.ª      | 62,28 m. |
| 2021 | Juegos Olímpicos                             | Tokio          | -        | NM       |
| 2022 | Campeonato Mundial de Atletismo              | Eugene         | -        | NM       |
| 2022 | Campeonato Europeo de Atletismo              | Múnich         | 7.ª (Q2) | 57,31 m. |
| 2024 | Juegos Olímpicos                             | París          | 4.ª      | 63,40 m. |

### Mejores marcas
| Disciplina              | Marca (m.) | Lugar   | Fecha | Notas                      |
| ----------------------- | ---------- | ------- | ----- | -------------------------- |
| Lanzamiento de jabalina | 68,43      | Lausana | 2017  | Récord nacional de Croacia |